# Tyler Mislawchuk
Tyler Mislawchuk (19 de agosto de 1994) é um triatleta profissional canadense.

## Carreira

### Rio 2016
Tyler Mislawchuk competiu na Rio 2016, ficando em 15º lugar com o tempo de 1:47.50.